# مونال گجار
مونال گجار (زاده ۱۳ مه) بازیگر و مدل هندی است که عمدتاً در فیلم‌های تلوگو و گجراتی ظاهر می‌شود. او در سال ۲۰۱۲ با فیلم Sudigadu شروع به کار کرد. او همچنین در فیلم هندی کاغذو داماد فوق‌العاده در سال ۲۰۲۱ بازی کرده‌است.
گجار در ۱۳ می اهل احمدآباد در گجرات است. گجار به پیشنهاد معلم یوگا خود، در مسابقه زیبایی ملکه زنبور عسل میرچی که توسط رادیو میرچی در سال ۲۰۱۱ برگزار شد، شرکت کرد و برنده شد. او بعداً عنوان خانم گجرات را نیز به دست آورد.